# 山葉TZ
山葉TZ為日本山葉發動機公司所研發生產的一系列道路競賽專用摩托車，亦是該公司歷史最悠久的市售賽車。

## 概要
該款車搭載兩衝程循環引擎，依照排氣量從單汽缸到四汽缸都有，進氣方式有早期的活塞簧片閥以及後來曲軸箱簧片閥。TZ是與GP賽車山葉YZR同時期開發，以販售給車隊參加比賽為前提的機種。

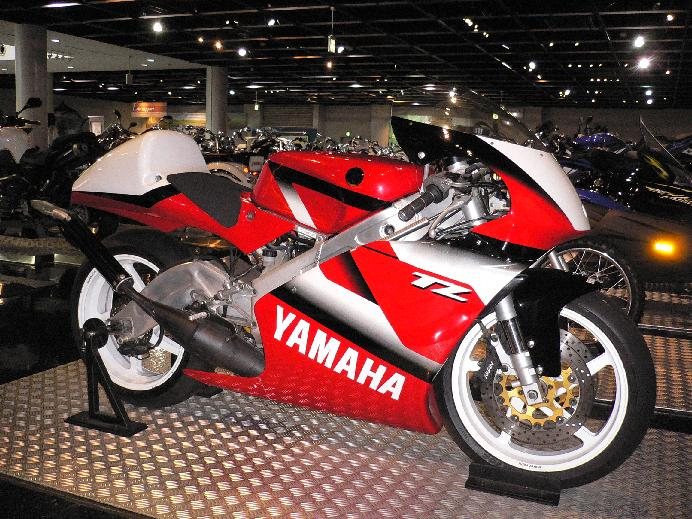
山葉 TZ 250

## 內部連結
- 山葉TZR